# Região Geográfica Imediata de Assis
A Região Geográfica Imediata de Assis é uma das 53 regiões imediatas do estado brasileiro de São Paulo, uma das cinco regiões imediatas que compõem a Região Geográfica Intermediária de Marília e uma das 509 regiões imediatas no Brasil, criadas pelo IBGE em 2017.
É composta por 12 municípios, tendo uma população estimada pelo IBGE para 1.º de julho de 2017, de 245 204 habitantes e uma área total de 4 891,912 km².

## Municípios
Fonte: IBGE – Cidades
| Município          | População Estimada (2017) | Área (km²) |
| ------------------ | ------------------------- | ---------- |
| Assis              | 102 924                   | 460.609    |
| Borá               | 839                       | 118.951    |
| Cândido Mota       | 31 263                    | 595.811    |
| Cruzália           | 2 161                     | 149.33     |
| Florínea           | 2 758                     | 225.886    |
| Lutécia            | 2 705                     | 475.226    |
| Maracaí            | 13 981                    | 533.498    |
| Palmital           | 22 196                    | 548.407    |
| Paraguaçu Paulista | 45 255                    | 1001.492   |
| Pedrinhas Paulista | 3 087                     | 152.309    |
| Platina            | 3 488                     | 327.48     |
| Tarumã             | 14 547                    | 302.913    |
| Total              | 245 204                   | 460,609    |